# Hyaenosa
Hyaenosa Caporiacco, 1940 è un genere di ragni appartenente alla famiglia Lycosidae.

## Distribuzione
Le 5 specie note di questo genere sono state reperite in Africa e in Asia: la specie dall'areale più vasto è la H. effera (O. P.-Cambridge, 1872), rinvenuta in alcune località dell'Africa settentrionale, in Libano e in Israele.

## Tassonomia
Questo genere è considerato sinonimo anteriore dell'ex-genere Licorma Simon, 1885, a seguito di un lavoro dell'aracnologo Guy del 1966.
Non sono stati esaminati esemplari di questo genere dal 1972.
Attualmente, a febbraio 2017, si compone di 5 specie:
- Hyaenosa clarki (Hogg, 1912) — Cina
- Hyaenosa effera (O. P.-Cambridge, 1872) — Africa settentrionale
- Hyaenosa invasa Savelyeva, 1972 — Asia centrale
- Hyaenosa ruandana Roewer, 1960 — Ruanda
- Hyaenosa strandi Caporiacco, 1940[2] — Etiopia

### Specie trasferite
- Hyaenosa madani (Pocock, 1901); trasferita al genere Lycosa Latreille, 1804[1].
- Hyaenosa sagaphila (Strand, 1918); trasferita al genere Piratula Roewer, 1960